# Alessandro Di Martile
Alessandro Di Martile (* 2. Mai 1979 in Nürtingen) ist ein italienischer Fußballspieler.

## Karriere
In seiner Jugend spielte Di Martile für den TV Unterboihingen, FV 09 Nürtingen und die Stuttgarter Kickers, dort schaffte er den Sprung zu den Amateuren der Kickers. Dort absolvierte er über 100 Partien. Sein Debüt in der ersten Mannschaft der Kickers gab der Mittelfeldspieler am 14. Mai 1999, beim Spiel in der 2. Bundesliga gegen die SpVgg Unterhaching, als er in der 65. Spielminute eingewechselt wurde. Jedoch konnte Di Martile sich nicht in der Profimannschaft der Blauen etablieren und so folgte zur Saison 2001/02 der Wechsel in die Schweiz zum FC Schaffhausen. In den folgenden Jahren war der Italiener bei den Verbands- bzw. Oberligisten FC 08 Villingen, SGV Freiberg sowie dem 1. FC Frickenhausen aktiv. Seine Karriere beendete er als Spielertrainer in der Kreisliga.